# Pericrocotus flammeus
El minivet escarlata (Pericrocotus flammeus) es una especie de ave paseriforme de la familia Campephagidae que vive en el sur de Asia. Algunos taxónomos consideran que las poblaciones presentes en el sudeste asiático y China pertenecerían a una especie aparte, Pericrocotus speciosus.

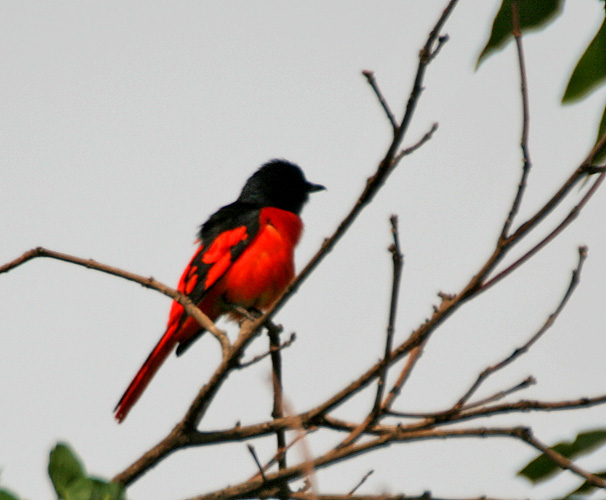
Macho en Bengala occidental.

## Descripción
Mide entre 17,5 y 20,5 cm de longitud. Presenta dimorfismo sexual. La cabeza y las partes superiores de los machos son negras brillantes. El pecho, viente, obispillo, las coberteras y las plumas terciarias de las alas del macho son de un color que varia del rojo al naranja, dependiendo de las subespecies. Las hembras tienen las partes superiores y el píleo grisáceas, con las primarias negras. Y las partes rojas de los machos son amarillas o amarillentas en las hembras además de la frente y la parte inferior de la cabeza.

## Distribución
La especie se extendería por el subcontinente indio, el sudeste asiático y el sur de China, aunque si se acepta la separación en dos especies, P. flammeus y P. speciosus, ocuparía únicamente el subcontinente indio, incluida Sri Lanka.